# Gotska Sandön
Gotska Sandön er en svensk ø beliggende i Østersøen 45 km nord for Gotland. Navnet hentyder til det forhold, at øen for en stor dels vedkommende består af sand og grus. Tidligere fast beboet og med skovbrug og landbrug.
Øen er ca. 8 km lang og 5 km bred samt har en areal på 3.601 hektar hvoraf ca. 2.460 hektar skov og et par hundrede hektar mark, eng og mager græsning. Flyvesand har langs strandene dannet klitter og er nogle steder trængt helt ind i skoven, som ellers beskytter øen mod helt at tilsande. Tværs over øen, går en gammel 42 meter høj klit, med navnet Höga åsen, som skiller det nordvestlige hjørne fra resten af øen.
I 1909 oprettedes en nationalpark på Gotska Sandön, den blev udvidet i 1963 og 1988 og omfatter i dag 4.490 hektar, hvoraf 842 hektar er vand. Blandt seværdighederne er det særprægede klitlandskab med fyrreskov, den rige flora, de øde sandstrande og øens interessante kulturminder, blandt andet et kapel.
Det er muligt at besøge øen i sommerhalvåret, da der er bådafgange flere gange ugentlig fra Fårösund på Gotland og fra Nynäshamn.